# Olympus OM-2

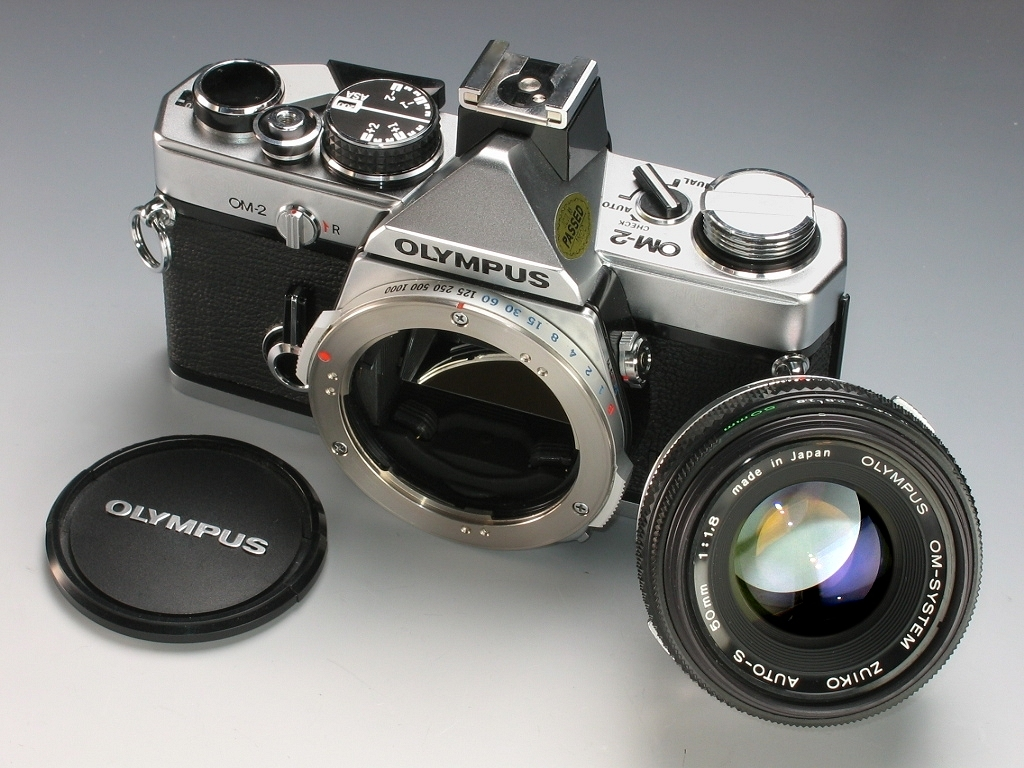
Olympus OM-2 with Zuiko 50mm f1.8

Die Olympus OM-2 ist eine Kleinbild-Spiegelreflexkamera (35-mm-Film), mit manueller Fokussierung am Objektiv. Gemeinsam mit der Olympus OM-1 begründet sie das Olympus-OM-System und ist Vorgänger weiterer professioneller Olympus SLRs (Olympus OM-2SP, Olympus OM-4 / OM-4 Ti).

## Technische Daten
- Produktion OM-2: 1975 bis 1979 von Olympus Optical Co., Japan
- Produktion OM-2n: 1979 bis 1984 von Olympus Optical Co., Japan
- Abmessungen: 136 × 83 × 50 mm
- Gewicht: (Gehäuse allein) 520 Gramm
- Sucher: Pentaprisma-Sucher, 97 % der Filmfläche sichtbar; wechselbare Einstellscheiben
- Verschlussart: Tuch-Schlitzverschluss mit elektronischer Zeitensteuerung, horizontal ablaufend
- Belichtungszeiten: von ca. 60 Sekunden bis 1/1000 Sekunde und B (OM-2)[1]; 120 Sekunden bis 1/1000 Sekunde (OM-2n)[2]
- Belichtungsmessung: Die Kamera verfügt über eine Zeitautomatik. Die Belichtungsmessung bei der Olympus OM-2 erfolgt durch das Objektiv Through The Lens (TTL); bei geöffnetem Verschluss wird das durch den Film reflektierte Licht gemessen (off the film, OTF; auch „autodynamische“ Steuerung genannt) und so eine korrekte Belichtung auch bei Langzeitaufnahmen sowie im Mikro- und Makrobereich ermöglicht. Mittenbetonte Messung (vor allem bei kurzen Belichtungszeiten); Belichtungskorrektur ±2 Blendenzahlen in 1/3-Stufen.
- Blitz: abnehmbarer Blitzschuh über dem Prisma; Synchronzeit 1/60 s; PC-Buchse. Mittels Blitzkabel können maximal 9 Olympus-T-Blitze simultan ausgelöst und autodynamisch gesteuert werden, das heißt die Lichtmengenabgabe der Blitzgeräte wird durch die OM-2 bei geöffnetem Verschluss dynamisch ermittelt.
- Selbstauslöser: mechanisch, 4 bis 12 Sekunden Vorlauf
- Filmtransport: manuell bzw. mit angeschlossenem Winder (2,5 fps) oder Motor Drive (5 fps), Filmrückspulung manuell
- Austauschbare Rückwand: 250er-Magazin, Recordataback
- Stromversorgung: 2 Silberoxid-Knopfzellen (SR44)
- Weitere Besonderheiten: Der Spiegelschlag wurde durch pneumatische Stoßdämpfer auf ein Minimum reduziert. Bei ausgeschalteter Kamera ist eine korrekte Belichtung im Bereich 1/30 Sekunde bis 1/1000 Sekunde möglich.

## Olympus OM-2n
1979 führte Olympus an der OM-1 und der OM-2 kleinere Verbesserungen durch, die ein nachgestelltes n für „neu“ gekennzeichnet wurden. Neu bei beiden Kameras war der zusätzliche Informationskontakt im Sucherschuh (in Aufnahmerichtung gesehen der Kontakt oben rechts). Der Kontakt ermöglichte durch eine bei der OM-2n am linken Sucherrand oberhalb der Zeitenskala untergebrachte LED eine Anzeige der Bereitschaft des aufgesteckten Blitzgerätes. Als sogenanntes Rückmeldesignal zeigte die LED zudem die korrekte Blitzbelichtung im Computer- und TTL-Modus an, indem sie nach der Aufnahme auffällig flackerte. Statt des Blitzschuhes Typ 2 wurde die Kamera nun mit dem Blitzschuh Typ 4 ausgeliefert, der die nötigen drei Kontakten hatte. Weiterhin wurde bei der OM-2n ein Warnsignal für die Eingabe einer Belichtungskorrektur unterhalb der Zeitenskala realisiert. Die längste bei Automatikbetrieb auf Basis einer korrekten Belichtungsmessung eingesteuerte Belichtungszeit wurde von 60 auf 120 Sekunden verlängert. Langzeitbelichtungen werden beim neuen Modell nun nach 3 Minuten zwangsweise beendet, auch wenn eine längere Belichtung nötig gewesen wäre. Wegen der immer kleiner werdenden Mess-Ströme bei niedrigen Leuchtdichten konnte es beim Vorgängermodell OM-2 passieren, dass der Verschluss so lange offen gehalten wurde, bis die Batterie erschöpft war. Geändert bei der OM-2n wurde auch die „Spiegel-Rückstellung“ (Reset), die bei Auslösen des Verschlusses mit fehlenden oder entladenen Batterien notwendig wird. Statt über die B-Entriegelung am Bajonett wird bei der OM-2n der Verschluss über die Stellung „Check-Reset“ des Betriebsartenschalters wieder freigegeben.

## Unterschiede zu Kameras anderer Hersteller
Verglichen mit anderen professionellen Kameras ihrer Zeit war die OM-2 sehr klein und leicht, besonders dann, wenn man sie mit der damals den Profimarkt beherrschenden Canon F-1 und der Nikon F2 vergleicht. Einen Wechselsucher hat die OM-2 im Gegensatz zu ihren Pendants von Canon und Nikon nicht, der Mattscheibenwechsel erfolgt daher wie bei der Nikon FM3a durch das Bajonett. Um das Nichtvorhandensein des Wechselsuchers auszugleichen, bot Olympus einen Winkelsucher als Zubehör an.
Anstelle der bei anderen Herstellern damals üblichen Speichermessung misst die OM-2 im Modus Zeitautomatik (bei der Kamera als Auto beschriftet) autodynamisch auf der Filmoberfläche, wodurch die Belichtung noch während des Verschlussablaufes verlängert oder verkürzt werden kann. Nicht zuletzt ist die OM-2 die erste professionelle Spiegelreflexkamera, die auch den Kamerablitz Through The Lens (TTL) steuern kann, was als großer Fortschritt gegenüber anderen Kameras zu werten ist. Die in der OM-2 eingeführte autodynamische Messung auf der Filmoberfläche war ursprünglich eine Erfindung des VEB Pentacon Dresden aus dem Jahre 1968; das Patent wurde nachträglich von Olympus erworben.
In Sachen kürzeste Belichtungszeit muss sich die OM-2 allerdings geschlagen geben, Canon und Nikon realisierten damals schon die 1/2000 Sekunde, während Olympus als kürzeste Belichtungszeit 1/1000 Sekunde wählte. Erst die Verschlüsse der OM-3 und OM-4 wurden auf 1/2000 Sekunde ausgelegt.
Eigene Wege ging Olympus bei der Abblendtaste; diese ist nicht wie sonst üblich am Kameragehäuse, sondern am Objektiv.